# Enric Solà i Palerm
Enric Solà i Palerm (València, 1941 - València, 17 de gener de 2022) fou un advocat valencià que va treballar com a registrador de la propietat, i fou autor de diversos escrits de divulgació legislativa.

## Biografia
Llicenciat en Dret l'any 1963 amb el premi Rodríguez Fornos, en Filosofia l'any 1966 i en Medicina l'any 1982, va ser professor de la Universitat de València i l'any 1970 ingressà amb el número u al Cos de Registradors de la Propietat i Mercantils, exercint-ne la professió per tot el domini lingüístic; representant dels registradors valencians al Consell Valencià del Moviment Europeu i a l'Observatori de Dret Civil Valencià, hi ha aportat diversos estudis sobre temàtica foral.
A petició de Joan Fuster, el 1975 va ser autor del primer antecedent de l'estatut d'autonomia de la Comunitat Valenciana, l'Estatut d'Elx. També fou l'autor de l'Informe jurídic sobre l'ensenyament del valencià en l'etapa preautonòmica i de diferents col·laboracions en premsa escrita, moltes d'elles en el setmanari El Temps.
Guardonat amb el premi periodístic Memorial Joan B. Cendrós en la Nit de Santa Llúcia de 1987, i el Premi d'Actuació Cívica de la Fundació Lluís Carulla de 2001, el 2005 publica el llibre Recuperem els Furs (Tres i Quatre).